# Liste der Monuments historiques in Merrey-sur-Arce
Die Liste der Monuments historiques in Merrey-sur-Arce führt die Monuments historiques in der französischen Gemeinde Merrey-sur-Arce auf.

## Liste der Objekte
| Bezeichnung                                         | Beschreibung | Standort                                | Kennzeichnung | Schutzstatus | Datum | Bild |
| --------------------------------------------------- | --- | --------------------------------------- | ------------- | ------------ | ----- | ---- |
| Taufbecken                                          | auf dem Deckel: Skulpturengruppe Taufe Christi; Eichenholz, Kupfer, Anfang des 17. Jahrhunderts                                           | in der Kirche St-Pierre-ès-Liens (Lage) | PM10001199    | Classé       | 1939  |      |
| Skulpturengruppe Unterweisung Mariens               | Kalkstein, weiß gefasst und vergoldet, 16. Jahrhundert                                                                                    | in der Kirche St-Pierre-ès-Liens (Lage) | PM10001205    | Classé       | 1975  |      |
| Grabstein für Jean Marquet                          | Kalkstein, 16. Jahrhundert | in der Kirche St-Pierre-ès-Liens (Lage) | PM10001196    | Classé       | 1913  |      |
| Gemälde Letztes Abendmahl                           | Ölfarbe auf Leinwand, bezeichnet 1645; nach Livio Agresti                                                                                 | in der Kirche St-Pierre-ès-Liens (Lage) | PM10001200    | Classé       | 1943  |      |
| Skulptur Madonna mit Kind                           | Kalkstein, farbig gefasst, um 1600 | in der Kirche St-Pierre-ès-Liens (Lage) | PM10001204    | Classé       | 1975  |      |
| Skulptur Heiliger Stephan                           | Holz, farbig gefasst, 17. Jahrhundert | in der Kirche St-Pierre-ès-Liens (Lage) | PM10004210    | Inscrit      | 1975  |      |
| Relief Der Auferstandene erscheint Maria Magdalena  | Holz, 18. Jahrhundert | in der Kirche St-Pierre-ès-Liens (Lage) | PM10004211    | Inscrit      | 1975  |      |
| Chorschranke                                        | Schmiedeeisen, vergoldet, 18. Jahrhundert                                                                                                 | in der Kirche St-Pierre-ès-Liens (Lage) | PM10004213    | Inscrit      | 1975  |      |
| Skulptur Heiliger Antonius                          | Kalkstein, farbig gefasst, 16. Jahrhundert                                                                                                | in der Kirche St-Pierre-ès-Liens (Lage) | PM10004209    | Inscrit      | 1975  |      |
| Gemälde Der Auferstandene erscheint Maria Magdalena | Ölfarbe auf Leinwand, 17. Jahrhundert | in der Kirche St-Pierre-ès-Liens (Lage) | PM10004212    | Inscrit      | 1975  |      |
| Skulptur Petrus                                     | Holz, farbig gefasst und vergoldet, 18. Jahrhundert, von Thévenin de Langres                                                              | in der Kirche St-Pierre-ès-Liens (Lage) | PM10001197    | Classé       | 1913  |      |
| Hauptaltar                                          | Altartisch, Tabernakel und Exposition; Holz, farbig gefasst und vergoldet, 18. Jahrhundert, von Thévenin de Langres; zugehörig PM10003193 | in der Kirche St-Pierre-ès-Liens (Lage) | PM10001198    | Classé       | 1913  |      |
| Zwei Engelsskulpturen                               | Holz, farbig gefasst und vergoldet, 18. Jahrhundert                                                                                       | in der Kirche St-Pierre-ès-Liens (Lage) | PM10003193    | Classé       | 1913  |      |
| Skulptur Heiliger Vinzenz                           | Holz, farbig gefasst und vergoldet, 18. Jahrhundert                                                                                       | in der Kirche St-Pierre-ès-Liens (Lage) | PM10001202    | Classé       | 1975  |      |
| Skulptur Heiliger Sebastian                         | Holz, farbig gefasst und vergoldet, 18. Jahrhundert                                                                                       | in der Kirche St-Pierre-ès-Liens (Lage) | PM10001203    | Classé       | 1975  |      |
| Skulptur Paulus                                     | Holz, farbig gefasst und vergoldet, 18. Jahrhundert, von Thévenin de Langres                                                              | in der Kirche St-Pierre-ès-Liens (Lage) | PM10003192    | Classé       | 1913  |      |
| Sessel                                              | Holz, 18. Jahrhundert | in der Mairie (Lage)                    | PM10001201    | Classé       | 1975  |      |